# Маркофилия

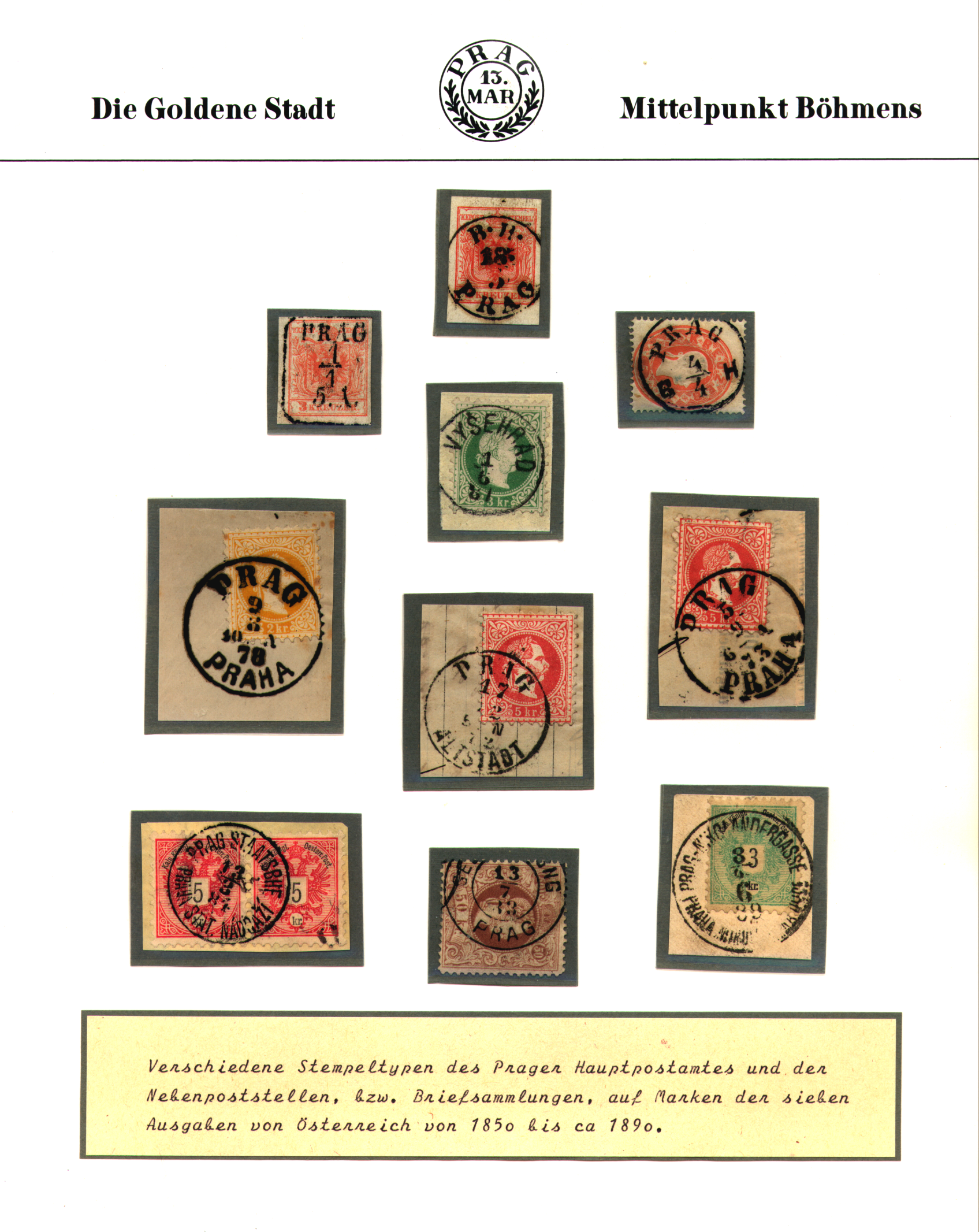
Исследование почтовых штемпелей Праги в период 1850—1888 годов

Маркофили́я, иногда также пишется — маркофилатели́я, — специализированное исследование и коллекционирование оттисков почтовых штемпелей, гашений и почтовых пометок, наносимых вручную или машинным способом на прошедших почту почтовых отправлениях почтовым ведомством, по территории которого они пересылаются. До Второй мировой войны использовался термин «комматология» (англ. commatology), но он редко встречается сейчас.

## Описание
Маркофилистов больше интересуют детали, рисунок и вид почтовых штемпелей и отметок, чем причина и место отправки письма. Крупные города со множеством почтовых отделений открывают широкий простор для исследований благодаря большому числу ручных штампов или машинных штемпелей гашения, использующихся в любой период времени. Здесь можно выбрать обширную область для исследования или для коллекционирования.
Хотя, строго говоря, это направление не является темой истории почты, тем не менее почтовые штемпели и отметки можно коллекционировать и исследовать в рамках истории почты.